# MARC2
MARC2 (англ. Mitochondrial amidoxime reducing component 2) – білок, який кодується однойменним геном, розташованим у людей на короткому плечі 1-ї хромосоми.  Довжина поліпептидного ланцюга білка становить 335 амінокислот, а молекулярна маса — 38 023.
| 10         |  | 20         |  | 30         |  | 40         |  | 50         |
| ---------- |  | ---------- |  | ---------- |  | ---------- |  | ---------- |
| MGASSSSALA |  | RLGLPARPWP |  | RWLGVAALGL |  | AAVALGTVAW |  | RRAWPRRRRR |
| LQQVGTVAKL |  | WIYPVKSCKG |  | VPVSEAECTA |  | MGLRSGNLRD |  | RFWLVIKEDG |
| HMVTARQEPR |  | LVLISIIYEN |  | NCLIFRAPDM |  | DQLVLPSKQP |  | SSNKLHNCRI |
| FGLDIKGRDC |  | GNEAAKWFTN |  | FLKTEAYRLV |  | QFETNMKGRT |  | SRKLLPTLDQ |
| NFQVAYPDYC |  | PLLIMTDASL |  | VDLNTRMEKK |  | MKMENFRPNI |  | VVTGCDAFEE |
| DTWDELLIGS |  | VEVKKVMACP |  | RCILTTVDPD |  | TGVIDRKQPL |  | DTLKSYRLCD |
| PSERELYKLS |  | PLFGIYYSVE |  | KIGSLRVGDP |  | VYRMV      |  |            |

A: Аланін

C: Цистеїн

D: Аспарагінова кислота

E: Глутамінова кислота

F: Фенілаланін

G: Гліцин

H: Гістидин

I: Ізолейцин

K: Лізин

L: Лейцин

M: Метіонін

N: Аспарагін

P: Пролін

Q: Глутамін

R: Аргінін

S: Серин

T: Треонін

V: Валін

W: Триптофан

Кодований геном білок за функцією належить до оксидоредуктаз. 
Задіяний у таких біологічних процесах як поліморфізм, ацетиляція, альтернативний сплайсинг. 
Локалізований у мембрані, мітохондрії, зовнішній мембрані мітохондрій, пероксисомах.